# قوس متعدد الفصوص

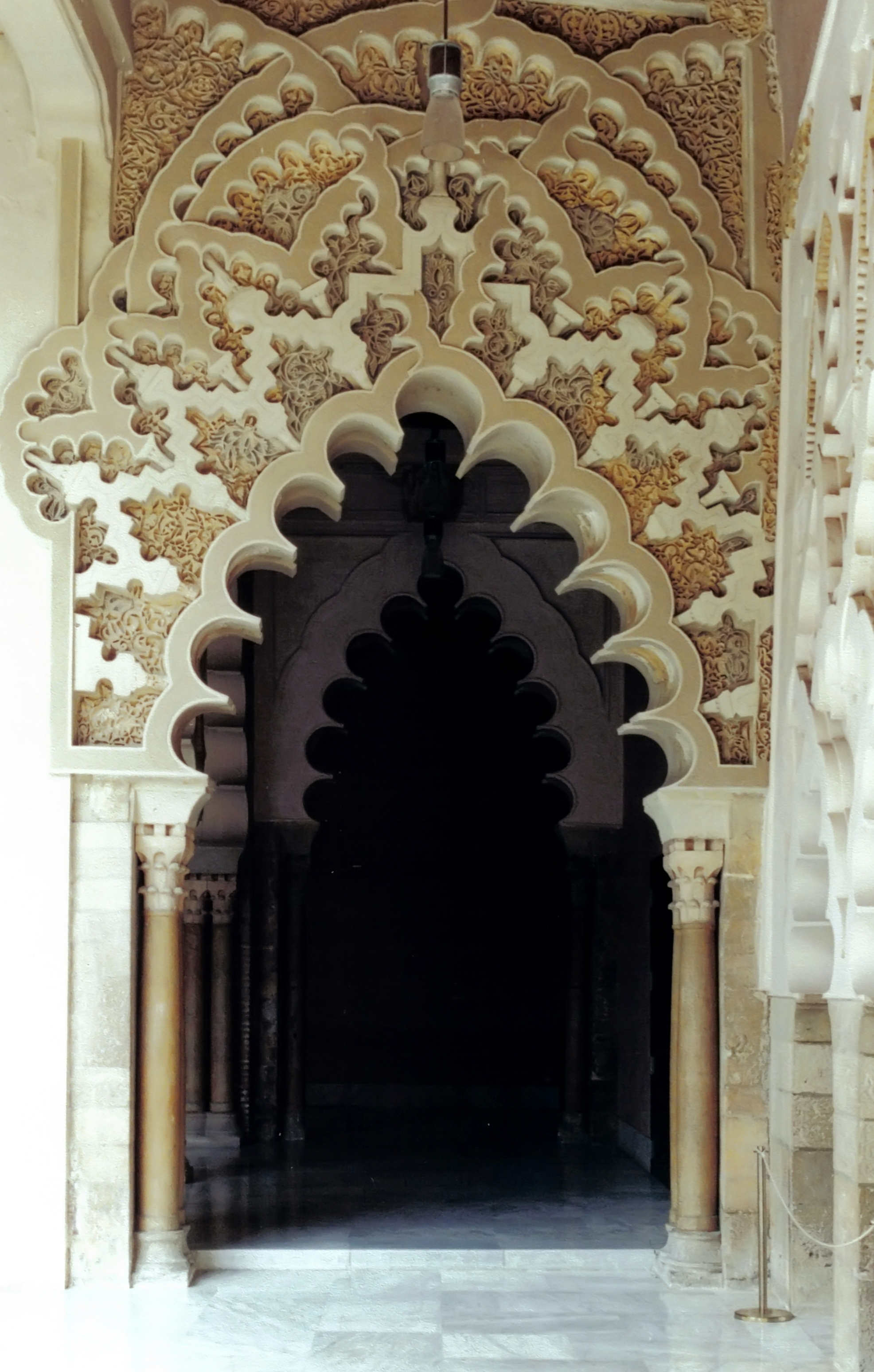
قوص كبير متعدد الفصوص

قوس متعدد الفصوص هو أحد سمات الفن والعمارة الإسلامية ونمط من القوس الذي كان عنصرًا معماريًا في العمارة المغاربية في الأندلس وشمال إفريقيا، وفي العمارة المغولية في شبه القارة الهندية، والعمارة القوطية.

## التاريخ
تم تطوير أول أقواس متعددة الفصوص من قبل الأمويين عثر عليه في مسجد صغير في قصر الحلابات، إحدى قلاع الصحراء الأموية في الأردن، وفي قصر العاشق في سامراء في العراق، ومسجد ابن طولون في مصر.

## أشكال وتصاميم
تأثر تصميم القوس متعدد الفصوص بالفن والعمارة الإسلامية، في مقصورات وأروقة مساجد الخلافة الأموية المغاربية، والتي تقع في إسبانيا.

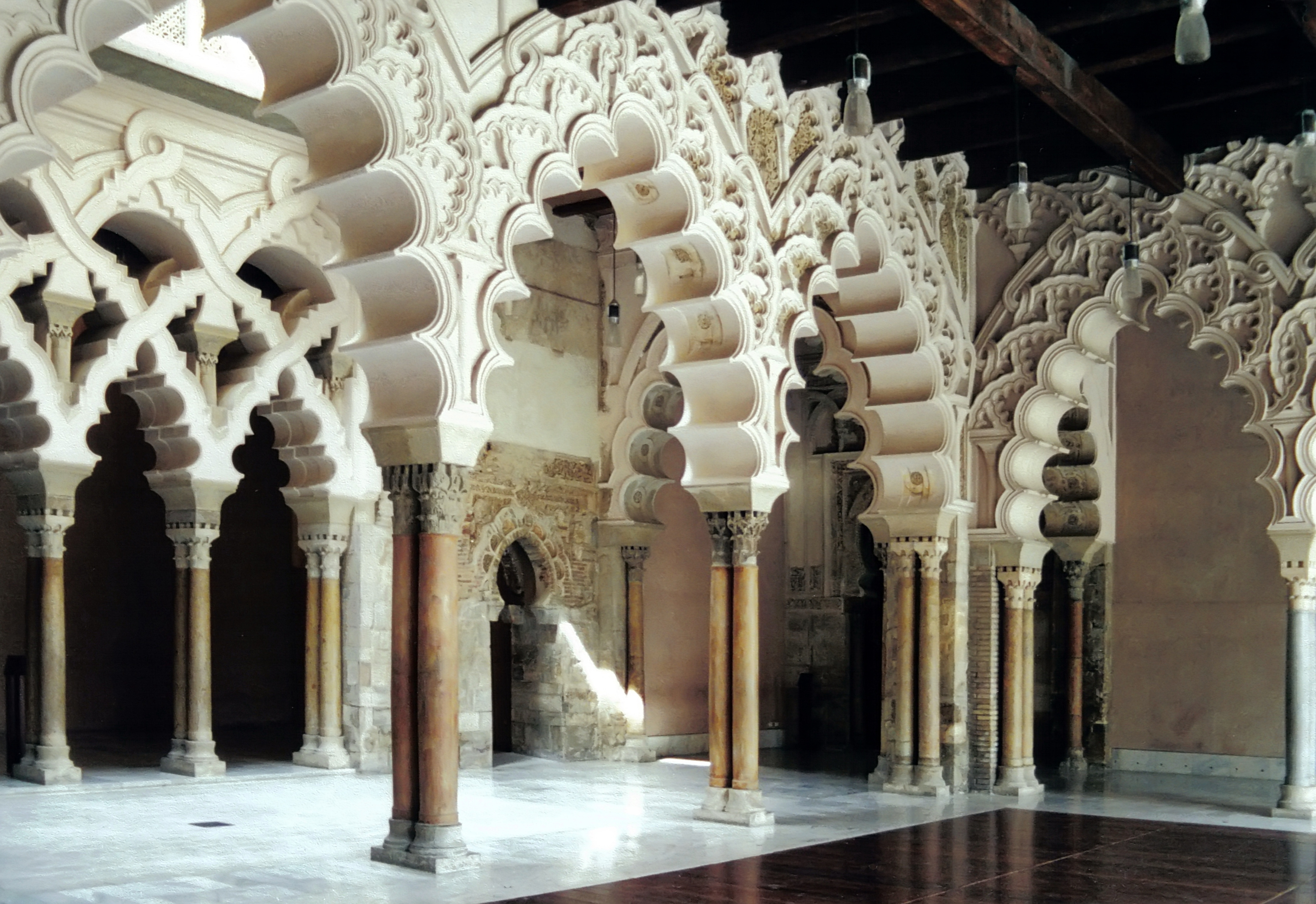
شكل من أشكال قوص متعدد الفصوص

تشمل العناصر المميزة للعمارة المغاربية المقرنصات، وأقواس حدوة الحصان، والوصايا، والقباب، والأقواس المشروخة، والساحات، وأعمال البلاط المزخرفة في المساجد والتحصينات والصروح الأخرى.